# オルタナティヴ (曲)
「オルタナティヴ」は、音楽ユニット・angelaの15作目のシングル。 2009年11月18日にスターチャイルドから発売された。

## 概要
テレビアニメ『アスラクライン2』の主題歌シングル。オープニングとエンディングの両方を収録している。
「彼方のdelight」は、前作「Link」同様、『アスラクライン』のヒロインの一人・水無神操緒をイメージしている。これに関して、もう一人のヒロイン・嵩月奏のイメージソングを作れなかったことを、奏を演じる野中藍に謝罪している。

## 収録曲
1. オルタナティヴ [4:46] 
作詞：atsuko 作曲：atsuko・KATSU 編曲：KATSU
  - テレビアニメ『アスラクライン2』オープニングテーマ
2. 彼方のdelight [4:34] 
作詞：atsuko 作曲：atsuko・KATSU 編曲：KATSU
  - テレビアニメ『アスラクライン2』エンディングテーマ
3. オルタナティヴ（off vocal version）
4. 彼方のdelight（off vocal version）

DVD
- 「オルタナティヴ」PV